# Kelly Dulfer
Kelly Dulfer (* 21. März 1994 in Schiedam) ist eine niederländische Handballspielerin.

## Karriere

### Im Verein
Kelly Dulfer begann das Handballspielen beim HV Ventura. Im Jahre 2012 schloss sich die Rückraumspielerin HV Quintus an. Eine Saison später wechselte sie zu HV DOS. In der Spielzeit 2014/15 lief Dulfer für SERCODAK Dalfsen auf, mit dem sie sowohl die niederländische Meisterschaft als auch den niederländischen Pokal gewann. Anschließend wechselte Dulfer zum deutschen Bundesligisten VfL Oldenburg. Nachdem Dulfer in zwei Spielzeiten beim VfL Oldenburg in 51 Bundesligaspielen 182 Treffer erzielt hatte, schloss sie sich dem dänischen Erstligisten København Håndbold an. Mit København Håndbold gewann sie 2018 die dänische Meisterschaft. Im Sommer 2019 wechselte Dulfer zum deutschen Bundesligisten Borussia Dortmund. Mit Dortmund gewann sie 2021 die deutsche Meisterschaft. Ab der Saison 2021/22 stand sie beim Ligakonkurrenten SG BBM Bietigheim unter Vertrag. Mit Bietigheim gewann sie 2021, 2022 und 2023 den DHB-Supercup, 2022, 2023 und 2024 die deutsche Meisterschaft, 2022 die EHF European League sowie 2022 und 2023 den DHB-Pokal. Im Sommer 2024 wechselte sie zum ungarischen Erstligisten Győri ETO KC. Mit Győri ETO KC gewann sie 2025 die ungarische Meisterschaft und die EHF Champions League.

### In Auswahlmannschaften
Dulfer bestritt 178 Länderspiele für die niederländische Nationalmannschaft, in denen sie 287 Tore erzielte. Mit den Niederlanden gewann sie bei der Weltmeisterschaft 2015 und bei der Europameisterschaft 2016 jeweils die Silbermedaille. Weiterhin nahm sie an den Olympischen Spielen 2016 in Rio de Janeiro teil. Ein Jahr später gewann sie die Bronzemedaille bei der Weltmeisterschaft 2017. Bei der Europameisterschaft 2018 gewann sie die Bronzemedaille und wurde zusätzlich zur besten Abwehrspielerin gewählt. Im Turnier spielte sie vorrangig am Kreis. Bei der Weltmeisterschaft 2019 gewann sie im Finale gegen die spanische Auswahl den WM-Titel. Mit der niederländischen Auswahl nahm sie an den Olympischen Spielen in Tokio teil. Bei der Weltmeisterschaft 2023 warf sie 13 Tore und schloss das Turnier mit den Niederlanden auf dem fünften Platz ab.